# جمعية تحسين صحة المجتمع

## جمعية تحسين صحة المجتمع (ACHI)
(جمعية تحسين صحة المجتمع) هي منظمة مهنية لصحة المجتمع ، ومنفعة المجتمع ، والمجتمعات الصحية والصحة العامة ، تأسست في عام 2002. وهي تابعة لجمعية المستشفيات الأمريكية.

## المهمة و تركيز المجالات
تتمثل مهمة الجمعية في جمع ودعم القادة من قطاعات الرعاية الصحية ،والصحة العامة ، والمجتمع والهيئات الخيرية ،للمساعدة في تحقيق الأهداف الصحية المجتمعية المشتركة ، والعمل مع الأعضاء لتعزيز صحة المجتمع من خلال التعليم ، والتواصل بين الأقران ، ونشر الأدوات العملية.
تعمل الجمعية على سد احتياجات الأعضاء في عدد من المجالات داخل صحة المجتمع ، بما في ذلك:
- تهدف إلى الرعاية الأولية والتخصصية للسكان المحرومين من الخدمات ، والتغطية التأمينية ، والتفاوتات في الرعاية بسبب الاختلافات اللغوية والثقافية ، والنقل ، وغيرها.
- الوقاية من الأمراض المزمنة وإدارتها: النهج المجتمعية لتهيئة الظروف الصحية وعكس مسار الأمراض المزمنة.
- فائدة المجتمع: الأدوات والأساليب لتحسين ممارسات فائدة المجتمع داخل المستشفيات والأنظمة الصحية
- الاستراتيجيات التعاونية: شراكات فعالة مبنية على مبادئ المجتمعات الصحية لتحقيق تقدم حقيقي في صحة المجتمع مع تعزيز النظام الصحي.
- القياس والتقييم للنماذج المنطقية والمؤشرات والتقييمات للمساعدة في تحديد الأهداف وفهم النتائج والتقدم.

تقدم الجمعية ندوات تعليمية عبر الإنترنت ، ومؤتمر سنوي ، ومركز مهني عبر الإنترنت ، وأداة تقييم صحة المجتمع ، وفرص للتواصل المهني
تم إنشاء جمعية تحسين صحة المجتمع في عام 2002 كخليفة لثلاث مبادرات وطنية لصحة المجتمع: 1. البرنامج التوضيحي لشبكة الرعاية المجتمعية. 2. شبكة النتائج الوطنية. 3. تحالف المدن والمجتمعات الصحية. وقد ساهمت هذه البرامج الثلاثة في صحة المجتمع منذ منتصف التسعينات ، مع التركيز على مواضيع تشمل تقديم الرعاية الصحية وأنظمة الصحة الوقائية ، والتخطيط الدقيق وقياس التقدم نحو أهداف محددة لصحة المجتمع ، والمشاركة المجتمعية الواسعة في حل التحديات النظامية للمجتمع. (الصحة والرفاه الاجتماعي).كندا .
تضم (ACHI) أكثر من 700 عضو من 47 ولاية ، ومقاطعة كولومبيا .
- جمعية المستشفيات الأمريكية

## روابط خارجية
http://www.communityhlth.org/